# Via Garibaldi
De Via Garibaldi, voorheen Strada Nuova, is een hoofdstraat in het historische centrum van de Italiaanse stad Genua. De straat is sinds 1882 vernoemd naar Giuseppe Garibaldi.
De straat, 250 meter lang, staat bekend om de vele 16e-eeuwse paleizen, die de meest vermogende families van de Republiek Genua hier bouwden. Het is de belangrijkste van de strade nuove (nieuwe straten) van het werelderfgoed Le Strade Nuove en het systeem van de Palazzi dei Rolli.